# Genesis (együttes)
A Genesis 1967-ben alakult angol progresszívrock-együttes. A zenekar és későbbi énekese, Phil Collins világszerte mintegy 150-150 millió eladott albummal büszkélkedhet, melyek közül Collins minden idők harminc legtöbb albumot eladó zenésze között is szerepel. 1988-ban Grammy-díjat kaptak a legjobb konceptvideóklip kategóriában a Land of Confusion című dalért. Az együttes legismertebb felállása – Peter Gabriel, Steve Hackett, Mike Rutherford, Tony Banks és Phil Collins – 1970 és 1975 között dolgozott együtt. A későbbi években mindannyian sikeres szólókarriert kezdtek, Phil Collins pedig énekesként is nagy sikereket ért el.
Pályája kezdetén a Genesis az 1960-as évek többi popzenekarához hasonlóan egyszerű, gitárközpontú dalokat játszott. Az 1970-es években progresszív rockot játszó együttessé váltak, dalaik szerkezete és hangszerelése összetett, koncertjeik pedig valóságos színházi előadások voltak. Ezt a második szakaszt hosszú, többtételes kompozíciók jellemzik, mint amilyen a 23 perces Supper's Ready vagy az 1974-es The Lamb Lies Down on Broadway című konceptalbum. Az 1980-as évektől kezdve a szélesebb közönség számára is könnyebben befogadható, melodikus popzenét játszanak; ennek köszönhetően 1980-as Duke című albumuk a brit listák élére került, az 1986-ban megjelent Invisible Touch című dal pedig egyetlen amerikai listavezető kislemezük lett.
Az együttes történetében többször fordultak elő tagcserék. Phil Collins – aki eredetileg dobos volt – 1975-ben Peter Gabriel énekes helyét vette át. Az 1997-es Calling All Stations című albumon pedig Ray Wilson énekelt. Utóbbi sikertelenségére hivatkozva az együttes tagjai határozatlan időre beszüntették a Genesis működését. 2006 októberében Collins, Rutherford és Banks újra összeállt egy világ körüli turné erejéig. A zenekart 2010-ben iktatták be a Rock and Roll Hírességek Csarnokába.

## A zenekar története

### 1967–1970
A Genesis története az 1960-as évek második felében kezdődött, amikor Peter Gabriel és Tony Banks a godalmingi Charterhouse School diákja volt. A The Garden Wall és a The Anon nevű zenekarokból létrejött új együttesben Gabriel énekelt, Banks billentyűs hangszereken játszott, Anthony Phillips gitározott, Mike Rutherford basszusgitározott és gitározott, Chris Stewart pedig dobolt.
Az együttes első albuma 1969-ben jelent meg From Genesis to Revelation címmel. Producere Jonathan King, a Charterhouse egy korábbi diákja volt, aki már kiadott egy kislemezt, Everyone's Gone to the Moon címmel. Az együttest Genesisnek nevezte el, mert velük kezdte produceri karrierjét. Később ezt mondta: „azért hívtam így őket, mert jó névnek tartottam… egy új hangzás és egy új érzés kezdetét jelentette.”
Az albumot a Decca Records adta ki. A felvételek idején Stewart helyét John Silver vette át. Az együttes ekkoriban olyan dalokat vett fel, melyek stílusukban a Bee Geest (King egyik kedvencét) és a Beatlest idézték. King úgy válogatta össze a dalokat, hogy egy konceptalbumot kapjon belőlük, majd vonósokkal egészítette ki a hangzást. Első kislemezük, a The Silent Sun 1968 februárjában jelent meg. Az album rosszul fogyott, de King tanácsára a tagok folytatták zenei pályafutásukat. King a mai napig úgy gondolja, hogy a zenekar sikere az ő érdeme. Ő mutatta be őket Tony Stratton-Smithnek, a Charisma Records későbbi alapítójának. A From Genesis to Revelation jogait ma is King birtokolja, az évek során több címmel is újra kiadta az albumot (In the Beginning, Where the Sour Turns to Sweet, Rock Roots: Genesis, …And the Word Was és legutóbb The Genesis of Genesis).
A második album, az 1970-ben megjelent Trespass felvételei előtt John Mayhew lett az együttes új dobosa. Egy fellépés alkalmával, ahol a Smile is játszott, Gabriel Roger Taylornak, a Queen későbbi dobosának ajánlotta a munkát. Az együttes a Charisma Recordsszal kötött szerződésig csak néhány alkalommal koncertezett. Ezután viszont lelkes rajongótáborra tettek szert fellépéseikkel, melyeken gyakran sötét hangulatú, baljós dalokat játszottak.
A Trespass az 1970-es években készített albumok előképe: a hosszú, gyakran többtételes és a rövid, humoros dalok a King Crimson, a Yes és a Gentle Giant stílusát idézik. A Trespass a progresszív rock több „hagyományos” kellékét tartalmazza: az összetett hangszerelés és a gyakori tempóváltások a következő albumok fontos elemeivé váltak. További különlegesség volt, hogy a legtöbb zenekarral ellentétben nem a pentaton (ötfokú) skálát használták. Ezt a módszert a későbbiekben is alkalmazták. A Trespass legfontosabb dala a kilencperces The Knife, amit Gabriel (az erőszakmentesség támogatója) egy Mahátma Gandhiról szóló könyv nyomán írt meg. Gabriel szerint a dal arról szól, „hogy minden forradalom egy diktátor hatalomra kerüléséhez vezet.”
Egészségi problémái és lámpaláza miatt Anthony Phillips 1970-ben otthagyta az együttest. Később több, középkori ihletésű albumot vett fel, The Geese and the Ghost című albumán pedig Phil Collins is énekelt. Phillips távozása megrendítette Bankset és Rutherfordot, mert kulcsszerepe volt az együttes kezdeti sikereiben. Egy ideig kétséges volt a zenekar jövője, de a tagok végül a folytatás mellett döntöttek – John Mayhew dobos nélkül.
Phil Collins 1970. augusztus 4-én csatlakozott a Genesishez, miután a Gabriel szülei házában tartott meghallgatáson lenyűgözte a zenekart. Ezután kvartettként folytatták, később pedig Mick Barnard gitárossal adtak néhány koncertet. Azonban úgy gondolták, hogy Barnard nem elég képzett ahhoz a fajta zenéhez, amit játszottak, ezért tovább keresték Phillips utódját. 1970 végén Steve Hackett, a Quiet World korábbi gitárosa hirdetést adott fel a Melody Makerben. Hackett elment a Genesis egyik koncertjére, ahol műsoruk elnyerte tetszését. Az együttesnek tetszett a hirdetés hangvétele, a szülei lakásán tartott találkozó után pedig Hackettet a zenekar tagjává fogadták.

### 1970–1975
Collins és Hackett először az 1971-es Nursery Cryme című albumon szerepelt. Ezen hallható az epikus The Musical Box és az első Collins által énekelt dal, a For Absent Friends. Következő albumuk, a Foxtrot 1972 októberében jelent meg; ezen szerepel „az együttes egyik legjobb munkája”, a 23 perces Supper's Ready. Az olyan dalok, mint az Arthur C. Clarke inspirálta Watcher of the Skies tovább növelték dalszerzői és előadói tehetségüket. Gabriel feltűnő, teátrális színpadi előadásmódja – melynek szerves része volt a többszöri jelmezváltás és a dalokhoz kapcsolódó történetmesélés – az 1970-es évek legnépszerűbb rockzenekarai közé emelte az együttest. 1973-ban jelent meg a Foxtrot turnéján rögzített Genesis Live.
1973 novemberében jelent meg a Selling England by the Pound, amit a rajongók és a kritikusok is kedvezően fogadtak. Egy elemző szerint Gabriel tisztában volt azzal, hogy a dalszövegek és hivatkozások egy része az amerikai közönséggel szembeni elfogultságot sejtetett. Ezt azonban szerette volna elkerülni, ezért azt javasolta, hogy az album címe legyen Selling England by the Pound, ami a Munkáspárt akkori szlogenjére utalt. A Firth of Fifth és az I Know What I Like (In Your Wardrobe) a Genesis koncertjeinek állandó darabjaivá vált. Hackett ekkor kezdte használni a „tapping” technikát (amit általában Eddie Van Halennek tulajdonítanak) és a „sweep-pickinget”, amit az 1980-as években Yngwie Malmsteen tett népszerűvé. Ez a két technika Dancing with the Moonlit Knight című dalban is hallható.
1974-ben az együttes egy még igényesebb projektbe kezdett, melynek eredménye a The Lamb Lies Down on Broadway című dupla konceptalbum lett. A korábbi albumokkal ellentétben ezen több rövid dal hallható, melyek átvezetésekkel kapcsolódnak egymáshoz. A történet Rael, egy New Yorkban élő Puerto Ricó-i fiatal spirituális útjáról szól, mely során a szabadságot és saját identitását keresi. Utazása során Rael több különös lénnyel találkozik, például a görög mitológiában szereplő Lamiával. A történetben sok különös helyzet adódik, a felvétel pedig sietve készült el, Gabrielnek nem volt ideje befejezni a dalszövegeket. Koncerteken mindig narrálta a történetet. Az albumot népszerűsítendő, az együttes világ körüli turnéra indult, és mivel konceptalbumról volt szó, elejétől a végéig előadták. Az előadás közben Gabriel egy bábu társaságában jelent meg a színpadon, ami a főszereplő skizofréniáját jelképezte.
A The Lamb Lies Down on Broadway nyomán a tagok kapcsolata megromlott, különösen Gabriel és Banks között. Gabriel egyedül írta a szövegeket, a zenét pedig a többiek nélküle szerezték (kivéve a Counting Out Time és The Carpet Crawlers című dal esetében). A The Light Dies Down on Broadway társszerzője Banks és Rutherford.
A turné után, 1975 augusztusában Peter Gabriel bejelentette, hogy kilép a Genesisből. Úgy érezte, hogy eltávolodott a többi tagtól, valamint házassága és első gyermekének születése is növelte a rá nehezedő nyomást. A rajongóknak címzett Out, Angels Out című levelében így magyarázta a történteket: „Gépünk, amit azért építettünk, hogy zenénket szolgálja, a gazdánk lett és az általunk annyira óhajtott siker rabjaivá tett minket. Működése a csoport belső egységét is megrontotta. A zene továbbra is él, a zenészeket pedig továbbra is sokra becsülöm, ám szerepeink túlságosan behatárolódtak.” Collins később elmondta, hogy „a többieket nem sújtotta le Peter távozása, mert egy ideje már tudtunk róla. Folytatni fogjuk… nem ért minket váratlanul, egy ideje már beszéltünk róla, és azt hiszem, mind a Genesisnek, mind Peternek van helye a zenei életben. Nem, nem voltak zenei különbségek.” A Gabriel első, 1977-es albumán szereplő Solsbury Hill című dal az együttesből való kilépéséről szól.
A Genesis koncertjein – a Pink Floydhoz hasonlóan – rendkívül fontos szerepe volt a lézereknek és más világítástechnikai eszközöknek, melyeket a holland Theo Botschuijver tervezett. Gabriel számára egy kézi lézert is készítettek, ami lehetővé tette, hogy különböző fényeffektekkel „fésülje át” a közönséget.

### 1975–1977
Az együttes leendő új énekesek meghallgatásába kezdett, viszont nem volt ötletük, hogy pontosan milyet is keresnek. Csak abban értettek egyet, hogy nem akartak Gabrielétől túlzottan eltérő hangú énekest. Mivel Collins korábban már vokálozott és énekelt is az albumokon, ő kapta a jelentkezők elbírálásának feladatát. Egy későbbi interjúban így emlékezett: „Szerettem volna énekelni,… de nem akartam felvetni. Azt vártam, hogy a többiek kérjenek meg.” „A gondolat, hogy énekes legyek, aki kinn riszálja magát, eleinte megrémített; az első feleségem viszont bátorított, ezért úgy gondoltam, működhet a dolog.” Az együttes vonakodva bár, de adott egy esélyt Collinsnak, így az 1976-os A Trick of the Tail című albumon Phil lett a Genesis énekese. Ekkor azonban még nem volt szó arról, hogy végleg az lesz.
Az új albumot a kritikusok kedvezően fogadták és többet adtak el belőle, mint az együttes korábbi munkáiból együttvéve. Az új producernek, David Hentschelnek köszönhetően a hangzás sokkal tisztább és egyszerűbb, mint a régebbi felvételeken. Az album sikerének másik kulcsa maga Collins volt, akinek a hangja „sokkal jobban hasonlított Gabrielére, mint Gabrielé.” Az album sikere ellenére továbbra is koncertjeik bizonyultak a legnépszerűbbnek, melyekből már hiányzott Gabriel teátrális stílusa. Bár Collins meg tudott felelni énekesi feladatainak, szüksége volt egy második dobos segítségére is, miközben énekelt. Bill Bruford, a Yes és a King Crimson dobosa jelentkezett a feladatra, így a Genesis 1976-os turnéján ő dobolt. A turnéról filmfelvétel is készült, mely Genesis: In Concert címmel jelent meg.
Ugyanebben az évben készült el az 1977-ben megjelent Wind & Wuthering című album (ezt és következő albumukat a hollandiai Hilvarenbeekben található Relight Studiosban készítették). Az album címét Emily Brontë Üvöltő szelek (Wuthering Heights) című regénye adta, melynek utolsó sora a hetedik és nyolcadik dal címét is ihlette. Ezen hallható a Blood on the Rooftops és az Afterglow, valamint a komplex, többtételes One for the Vine című dal. A Genesis új menedzsere Tony Smith lett, akinek Hit & Run Music Publishing nevű cége adta ki az együttes későbbi dalait.
Az 1977-es turnén Chester Thompson dobolt, aki korábban már dolgozott a Weather Reporttal és Frank Zappával is. Collins előadásmódja alapvetően különbözött Gabrielétől, a régi dalokat pedig sokkal könnyedebben adta elő. Az 1982-ben, Milton Keynesben tartott újraegyesülési koncerten Gabriel azt mondta, hogy Collins jobban énekelte a dalokat, de sosem úgy, ahogy ő tette azelőtt.

### 1977–1979
A Wind & Wuthering megjelenésének idejére Steve Hackett kiábrándult az együttesből. Voyage of the Acolyte című albumának felvétele közben megtapasztalt alkotói szabadsággal szemben úgy érezte, hogy a Genesisben korlátok közé szorítják. Úgy vélte, hogy dalai közül túl keveset használnak fel, ezért a Wind & Wuthering egy negyedét követelte saját munkái számára; Collins ezt később ostoba lépésnek nevezte. A többiek úgy próbálták kiengesztelni, hogy az Unquiet Slumbers for the Sleepers… és az …In That Quiet Earth című instrumentális dalokban őt is szerzőként jelölték. Ennek ellenére Hackett Blood on the Rooftops című dalát sosem játszották élőben, a Please Don't Touch pedig nem került fel az albumra (a Wot Gorilla? című instrumentális darab került a helyére). Az 1977-es Spot the Pigeon című EP megjelenése után Hackett kilépett a Genesisből.
Az 1977-es turnén rögzítették a Seconds Out című koncertalbumot, ami Hackett utolsó közös munkája az együttessel. A stúdióban Rutherford vette át a gitárosi feladatokat, koncerteken pedig Daryl Stuermerrel felváltva játszott basszusgitáron és gitáron. A Genesis trióként folytatta, amiről 1978-as …And Then There Were Three… című albumuk címe is tanúskodik. Ezen tovább távolodtak a korábbi évek hosszú kompozícióitól, a Follow You, Follow Me című dal hatására pedig az album a Genesis első amerikai aranylemeze lett.

### 1979–1986
1979-ben a Genesis hajszál híján elvesztette Collinst, amikor Vancouverbe utazott, hogy helyrehozza házasságát. Ám két hónappal és egy válással később visszatért az Egyesült Királyságba, és belevetette magát a Duke felvételébe. Később úgy fogalmazott, hogy házasságának felbomlása nagyban növelte dalszerzői tehetségét. Az 1980-ban megjelent Duke volt a Genesis első albuma, melyen Collins ugyanakkora mértékben vette ki részét a dalok írásából, mint Banks és Rutherford. Míg az …And Then There Were Three… csak próbálkozás volt, a Duke már valódi átmenetet képezett az 1970-es évek progresszív stílusa és az 1980-as évek popslágerei között. A későbbi Genesis-albumokon és Collins albumain is általánossá vált a dobgép alkalmazása. Az első dal, melyben dobgépet használtak, a Duchess volt. Az album kedvező fogadtatásban részesült, az Egyesült Királyságban ez lett a Genesis első listavezető albuma, a Misunderstanding és a Turn It on Again pedig a koncertek elmaradhatatlan darabjaivá váltak.
1981-ben jelent meg a minimalista Abacab, melyen a No Reply at All című dalban az Earth, Wind & Fire fúvósszekciója működött közre. A próbák legnagyobb része az együttes újonnan épült The Farm nevű stúdiójában zajlott, a későbbi albumokat is itt vették fel. Az album jellegzetessége a korábbinál erőteljesebb dobhang volt. Ezt az úgynevezett gated reverb effekttel hozták létre, melynek során a hangot egy kompresszoron küldik át, ami a hangot csak egy előre meghatározott hangerőküszöb alatt engedi át. Ennek eredménye egy erőteljes, „élő”, mégis kontrollált hangzás. A technikát Collins, Peter Gabriel és hangmérnök-producerük, Hugh Padgham dolgozta ki, amikor Gabriel 1980-as albumán dolgoztak. A hangzás szerves részét képezte Collins első, Face Value albumának, valamint Collins és a Genesis későbbi munkáinak is.

## Az együttes tagjai

### Idővonal

#### Koncerteken közreműködő zenészek idővonala
Az ábrán a Genesis felállásainak időrendi sorrendje látható.

## Magyarul
- Göbölyös N. László: Genesis. A teremtéstől a top-listákig; IRI, Bp., 1987 ISBN 963 02 49081
- Phil Collins: Mindhalálig. Az önéletrajz; ford. Kamper Gergely; Könyvmolyképző, Szeged, 2018